# Netherhampton
Netherhampton – wieś i civil parish w Anglii, w hrabstwie Wiltshire. W 2011 civil parish liczyła 493 mieszkańców.